# Ляпин, Олег Михайлович
Олег Михайлович Ляпин (род. 27 сентября 1972, Левокумское) — российский юрист и государственный деятель, председатель Саратовского областного суда (с 2022).

## Биография
Олег Михайлович Ляпин родился 27 сентября 1972 года в селе Левокумском Ставропольского края. 
- 1993 год — окончил Саратовский юридический институт имени Д. И. Курского.
- 1993 год — 1994 год — служба в Вооружённых силах Российской Федерации.
- 1994 год — 2001 год — служба в органах Прокуратуры РФ в должностях помощника прокурора города Энгельса, затем Кировского района города Саратова, прокурора и старшего прокурора Прокуратуры Саратовской области.
- 2001 год — 2003 год — судья Заводского районного суда города Саратова[1].
- С 2003 года — судья Саратовского областного суда[2][3].
- 2010 год — 2011 год — председатель судебной коллегии по уголовным делам Саратовского областного суда.
- 2011 год — 2012 год — исполняющий обязанности заместителя председателя Саратовского областного суда.
- 2012 год — 2021 год — заместитель председателя Саратовского областного суда[4][5].
- 2021 год — 2022 год — исполняющий обязанности председателя Саратовского областного суда.
- С 2021 года — председатель Совета судей Саратовской области[6].
- С 2022 года — председатель Саратовского областного суда.